# زرنجین
زرنجین (زیرینگین) اسم روستایی در بخش کاغذکنان، دهستان کاغذکنان شمالی شهرستان میانه می‌باشد که بصورت زرنجین نوشته می‌شود.
زیرینگین اسمی است که از واژه‌ی «زیرینگ» و پسوند «ین» ساخته شده است.
زیرینگ تلفظ ترکی امروزی واژه‌ی قدیمی زرنگی می‌باشد. زرنج معرب (عربی شده) زرنگ می‌باشد.
از نظر لغوی زَرَنگ، به معنی «نو، تازه» و زَرَنک، به معنی «بزرگی، عظمت و جلال» می‌باشد. با توجه به بار مثبت معنایی واژه‌ی زرنگ از آن به عنوان اسم قبیله نیز استفاده شده است. از واژه‌ی «زَرَنگی» و «زَرَنکا» به عنوان اسم یکی از قبایل قدیمی ساکن در سرزمین ماد که وارد قلمرو حکومت هخامنشیان گردیده بود، نامبرده شده است.
اسم قدیمی سیستان نیز زرنگ بوده است که بصورت معرب، زرنج نوشته می‌شده است.
«ین» پسوند مالکیت و نسبت در زبان ترکی آذربایجانی می‌باشد.
بنابراین با توجه به مطالب فوق مفهوم لغوی اسم آبادی، روستای متعلق و منسوب به قبیله‌ی زیرینگ (زرنگ) خواهد بود
زرنجین یکی از روستاهای استان آذربایجان شرقی است که در دهستان کاغذکنان شمالی بخش کاغذکنان شهرستان میانه واقع شده‌است.